# 萩尾信也
萩尾 信也（はぎお しんや、1955年（昭和30年）6月 - ）は、日本のジャーナリスト。毎日新聞の記者、2011年7月〜東京本社 社会部 部長委員。

## 概略・受賞
2003年（平成15年）、末期ガン患者の最期ルポ「生きるものの記録」（佐藤健と取材班）で、第3回石橋湛山記念早稲田ジャーナリズム大賞受賞。
2011年（平成23年）、東日本大震災の被災地ルポ「三陸物語」を新聞連載 及び同名の著書を出版。
2012年（平成24年）、「三陸物語」で、本年度の「日本記者クラブ賞」（公益社団法人・日本記者クラブ・吉田慎一理事長）を受賞。

## 主な新聞連載企画
担当した主な連載企画は以下のとおり。
- 1986年（昭和61年）7月〜8月、「おすたかの夏」。520人の犠牲者を出した1985年の日航ジャンボ機の墜落事故。その家族を訪ね歩き、その日、その後の家族の軌跡を追った。

- 1987年（昭和62年）2月〜1988年（昭和63年）6月、「じぱんぐ」。急激に増加する外国人労働者の実態を追ったルポルタージュ。オーバーステイ、不法就労の現場で彼らと一緒に働き、彼らの祖国をも訪ね、外国人就労者達の真相に迫った。

- 2002年（平成14年）12月〜2003年（平成15年）、「生きる者の記録」。末期がんを宣告された毎日新聞・佐藤健記者の「最期の日々」を綴ったドキュメント。看取り班のリーダーとして病床に寄り添い、口述筆記を続け、佐藤健の旅立ちを最後まで看取った。

- 2003年（平成15年）10月〜11月、「いのちの止まり木」。自殺問題に地道に取り組む人々にスポットをあてたルポルタージュ。

- 2005年（平成17年）11月〜12月、「人の証し」。日本統治下時代の朝鮮半島から日本国へ渡来し、後にハンセン病で隔離収容された詩人（在日朝鮮人）の人生軌跡と物語。

- 2008年（平成20年）12月、「がんを生きる － 寄り添いびと」。がんで余命1年と宣告された後も、自殺防止の活動に取り組む79歳の牧師「西原 明」氏の人生と旅立ちを記録した。自殺防止の電話相談に携わる西原牧師に請い、自らボランティアで電話を受けて現場をルポした。

- 2010年（平成22年）3月、「ともに歩く - 目の探訪記」。視覚障害者の心眼にはいかなる世界が映っているのか？ 「そもそも目の見えない世界とはどんなものなのか」と、自からアイマスクをつけて1週間暮らした。「見えない世界」の探訪記。

- 2010年（平成22年）8月〜9月、「ともに歩く - 手話の探訪記」。耳が聞こえない人はどんな思いをもっているのか。「手話」という「言葉」を紡ぐ人々を訪ね歩いたルポ。

- 2011年（平成23年）5月〜2012年（平成24年）3月、「三陸物語」。東日本大震災の直後から被災地現場に入り、岩手県・三陸沿岸、釜石市に避難所や知人宅に居候しながら、取材を重ね、被災者の言葉を綴った現場ルポ。201回に及ぶ長期連載記事となった。

## 主な著書
著書は以下のとおり。
- 1989年（平成元年）「じぱんぐ」（毎日新聞社刊）
- 1992年（平成4年） 「情報デモクラシー」（毎日新聞社刊）
- 1995年（平成7年） 「あのうたが聞こえますか」戦後五十年歌物語（音楽之友社刊）
- 2003年（平成15年） 「生きる者の記録」佐藤健と取材班（毎日新聞社刊）[7]
- 2006年（平成18年） 「ジャーナリズムの方法」（早稲田大学出版部刊）[8]
- 2011年（平成23年） 「三陸物語－被災地で生きる人びとの記録」（毎日新聞社刊）[5]
- 2012年（平成24年）「生と死の記録－続・三陸物語」（6月30日 毎日新聞社刊）

## 来歴
萩尾信也のプロフィール・来歴は以下のとおり。
1955年（昭和30年） 炭鉱技師の長男として長崎県に生まれる。
1964年（昭和39年） 長崎の炭鉱の閉山に伴い、家族で岩手県釜石市に転居。小学校3年生（9歳）から高校2年生（17歳）まで、多感な少年期の8年間を三陸で暮らす。2011年の著書「三陸物語」の一節で「夏休みとなれば連日のように、ヤスと水中メガネとおにぎりを持って深山渓谷に入り込み、かじか（鰍）や岩魚を追った。磯に出ては、素潜りで海の幸をごちそうになった。三陸の山河は心と体に染み込んだ原風景だった。」と萩尾は少年時代を述懐している。
1973年（昭和48年） 父親の転勤に伴い、東京都へ転居。男子校で、全寮制の東京都立秋川高等学校へ転校。部活はバスケットボール部。萩尾の秋川高校時代の恩師に宗方俊遃（2012年春の叙勲で瑞宝章受章）、同期生（第7期生）に実業家（上場企業3社オーナー）の佐々木ベジがいる。
1976年（昭和51年） 早稲田大学社会科学部へ入学。探検部へ入部しアルバイトで旅費を貯めては世界中を放浪する。母親が「信也は、突然いなくなる（一人旅）ことがあって困る」と、よく同級生に嘆いていたというから、萩尾は学生時代から相当な旅好き・見聞好き・放浪好きで、行動力もあったようだ。
1980年（昭和55年） 毎日新聞社へ入社。
前橋支局、東京本社社会部、外信部、バンコック支局特派員（特派員時代に湾岸戦争とカンボジア紛争を取材）、サンデー毎日編集次長等を歴任。
1985年（昭和60年）8月12日、群馬県前橋支局の時代に、「日本航空123便墜落事故」が発生。萩尾は、かの高天原山（通称御巣鷹の尾根）の山中にテント野営しつつ、世界最多の犠牲者（520名）を出したジャンボジェット機の墜落現場からルポルタージュを送った。
1999年（平成11年）、萩尾は、漫画家の赤塚不二夫が、ウイスキーグラスを手に記者会見でがんを公表したのを受け、サンデー毎日で氏の生前弔問対談を企画。2000年、白装束姿の赤塚不二夫が、サンデー毎日・新年号の表紙を飾り「赤塚不二夫弔問対談」が連載開始された。「びっくりした」「すごい企画」「不謹慎だ」と賛否両論、世間を驚かせた。野坂昭如、川内康範、立川談志、所ジョージ、若松孝二、唐十郎、黒柳徹子等多彩なゲストを迎え生前弔問対談は行なわれた。
2001年（平成13年） 10月、東京本社　社会部　編集委員就任。
2003年（平成15年）、『生きる者の記録』（毎日新聞）で、佐藤健とともに「生きる者の記録」取材班代表として、第3回石橋湛山記念早稲田ジャーナリズム大賞を受賞。（ISBN 4-620-31625-3）
2004年（平成16年）7月、萩尾は、毎日新聞に「夏物語・遥の島から…南の島で心癒やされ、親とのきずななくした8人」を連載。大阪の児童養護施設「遙（はるか）学園」で暮らす8人が、南洋・ジープ島で送った夏休みの物語。養育放棄、児童虐待、保護者失踪、家庭内暴力等、親との絆（きずな）をなくした子ども達28,000人が全国550の施設（当時）で暮らす。その中の8人に、ジープ島に魅せられた大人達がカンパを集めて贈った「夏休み」を、萩尾がルポルタージュ。南の島で、心癒やされていった子ども達の「物語」を綴った。
2011年（平成23年）、3月11日 東日本大震災の発生直後、萩尾は、長年の勘から「とてつもないことが起きている」「すぐに現地に行かねば」という思いがふつふつと沸き、迷わず翌日、社機で羽田から三陸へ飛んだという。少年期の故郷・岩手県釜石市を拠点にして、被災地で生きる人びとの記録・ルポルタージュを開始。2011年5月2日から毎日新聞で「三陸物語」の連載が始まった。
萩尾は、三陸地方の土地言葉、釜石弁、東北弁に精通している。来歴のとおり、少年期の8年間を岩手釜石で過ごしているからだ。「津波来っぞ！」「危ねがら、行ぐな！」「上さ逃げっぺ」「行げ！オラのごたいいがら」「生ぎろよ！」「何かあっぺと思ったども、まさか」「おどさん、もう行っで、ありがと」「いだ、二人いだ！」「家さ帰ったんだべなって、思ってらのよ」「絶対生きでら」「顔見合わせて、うなづいでだった」「わかってんですっけ」「じいの頬っぺた、しゃっこかった」「悔しぐて、寂しぐて」「こんなこどあんだ」「おら、やんた」「何が天罰だ、おだづなよ！」「親父さ奪った海だども」「めえさいぐしかね」…等々、三陸物語は、被災者達の胸襟から溢れ出した実直で真摯な「言霊」が丹念に拾い集められ、土地方言そのままに新聞見出しや記事本文が構成された。当時の数多の震災報道、新聞記事、レポートの中で、怒涛の如き迫力をもってリアルに心情に迫りくる貴重な現地ルポだと、多くの読者の共感を呼んだ。
2011年（平成23年）、7月、東京本社 社会部 部長委員 就任。
2012年（平成24年）、4月19日、新聞記事「三陸物語」で「日本記者クラブ賞」（公益社団法人・日本記者クラブ・吉田慎一理事長）を受賞。

### 著書「三陸物語」補足
2011年（平成23年）9月30日、春（5月2日）から夏（9月1日）にかけて毎日新聞に連載された記事「三陸物語」に加筆修正を施し、最新刊の著書「三陸物語」を出版。副題は「被災地に生きる人びとの記録」としている。「大津波が牙をむいて襲いかかり、人々の営みを刹那にして奪い去った2011年（平成23年）3月11日。廃墟と化した三陸海岸の夜空には、満天の星がきらめいていた。闇が深いほど星が輝きを増すように、累々たる死の傍らで光明を放つ命がある。これは、三陸の大地で出会った人々の『物語』である…」と、萩尾は、著書「三陸物語」の冒頭を書き出している。また、後書きでは「被災地には人の数だけ生と死が存在し、それが織りなす数多の『物語』があった。哀しみや怒りや不条理は広がり、傍らには人のぬくもりや営みが存在した…」と結んでいる。 毎日新聞の記事連載の方は、書籍「三陸物語」出版後も引き続き連載され、2012年（平成24年）3月の終了までに201回を数える長期連載となった。
2012年（平成24年）正月、萩尾は「岩手県の三陸の地で新年を迎えました。昨年の震災直後から、少年時代を過ごした釜石を拠点に取材を続けています。当年57歳のロートル記者でありますが、天に与えられし務めと思っております。春から夏の終わりまで書きためた連載が毎日新聞社より『三陸物語』のタイトルで出版されました。被災地で生きる人々の営みを記しました。春には『続・三陸物語』を出版予定です。」と自身の近況を語っている。

### 日本記者クラブ賞 受賞
萩尾信也は、2012年4月19日、「三陸物語」で日本記者クラブ賞を受賞したが、翌日の毎日新聞で以下のコメントを出している。「取材で出会った人々には、心から感謝したい。不肖の私に胸襟を開いて向き合っていただいた。いずれも「末永いお付き合い」をお願いしているが、つながりを育みつつ、新たな出会いを重ねたい。ネット社会の到来でメディアも大きく様変わりするこの時代。携帯やネットとは縁遠い私はそれを生かすすべを知らないが、不自由とも思わない。身の丈に合わせて、地道にアナログ取材を続けることが自分がなすべきことと確信している。今回の受賞をゴールとするのではなく、新たな出発点とすることが私の務めと考えている。やりたいこと、知らないことは無尽蔵にあり、会いたい人は山のようにいる。」 

### 石橋湛山記念早稲田ジャーナリズム大賞受賞 補足
萩尾信也は、2003年に第3回「石橋湛山記念早稲田ジャーナリズム大賞」を受賞した。受賞作品は、新聞に連載された「生きる者の記録」。応募総数119件の中から「文化貢献部門」で、佐藤健と萩尾以下取材班の大賞受賞だった。
同賞は、建学以来「学問の独立」という理念のもと、進取の精神で理想を追求する優れた言論人、ジャーナリストを多数輩出してきた早稲田大学で、ジャーナリストの育成、支援、発掘、表彰に寄与することを目的として2000年（平成12年）に制定された賞である。表彰は2001年（平成13年、第1回）から。賞の名称は、同校卒業生でジャーナリスト、エコノミスト、政治家、首相として活躍した石橋湛山（いしばし たんざん）の名前を冠としている。時代の流れにおもねることなく、自由主義に基づく高い理想を掲げ、独立不羈（ふき）の精神で優れた言論活動を展開した石橋湛山を、早稲田建学の理念を体現した言論人であるとしている。
萩尾の大賞受賞に先立ち、選考委員を代表し大賞作品について講評したノンフィクション作家・佐野眞一氏は、「人権問題や記者クラブ制度の弊害など、現在、ジャーナリズムは危機的状況にある。21世紀は既存のジャーナリズムが冬の時代を迎えるだろう。それを何とかして突破しようとする意志が感じられた。私の尊敬する民俗学者・宮本常一の言葉に『記憶しなければ記録にとどめられない』という言葉があるが、私はこの言葉を自分なりに『記録しなければ記憶にとどめられない』と読み替え、自分に言い聞かせてきた。大賞3作品ともに、我々が記録しなければ我々の時代は将来残らない、次代の人に記憶として刻まれないのだという志の高さを感じた。紙の碑、映像の碑を、この非常に不透明な虚無感の漂う時代に作り上げていくのは大変困難なことであるが、それをやってのけた受賞者に改めて祝福の言葉を贈りたい」と称賛した。
また、萩尾の受賞作品（「生きる者の記録」佐藤健と取材班）について、石橋湛山記念早稲田ジャーナリズム大賞・受賞作品詳細（第3回）公式サイトでは、「末期ガン闘病記はとくに珍しいものではない。現役の新聞記者が自分自身の病いを題材にして同時進行ルポを書くという企画に疑問がないでもない。しかし、これが『単なる感傷的な読物に終わらなかったのは、当人をサポートする取材班の客観的な視点と多くの読者からの反響と後押しであった。読者をも巻きこんで死生観について考えてみるという双方向的な紙面作りは、新聞の新しい可能性を探ったもの』といえる。一人の死が生へのエネルギーをも揺り動かすということで、この企画は充分に意味を持った。」と大賞の贈呈理由を述べている。

### 受賞作「生きる者の記録」補足
「生きる者の記録」は、毎日新聞社・東京社会部専門編集委員であった佐藤健記者（1942年群馬県生まれ）と萩尾以下取材班4名が、2002年12月3日から同年12月31日まで毎日新聞に連載した、末期ガン患者（佐藤健記者自身）の闘病記。2003年3月15日に同記事をまとめたものが、同名の書籍として出版もされている。「末期ガンになった者しか書けないルポを残したい」というジャーナリスト・佐藤健の強い思いが出発点となり、特別プロジェクト（記者の中途折筆を考慮した看取り取材班）が組まれ、ルポルタージュがスタートした。2002年11月に60歳の定年退職を迎える佐藤健であったが、企画のための異例措置が取られ定年を延長して執筆にあたった。佐藤健は連載途中に折筆（2002年12月28日逝去、享年60）した。
佐藤健が、最初に肝臓ガンの告知を受けたのは2001年8月20日。入退院を繰り返しながら、シルクロードへルポ旅行にも出かけ「阿弥陀が来た道 百年目の大谷探検隊」等の記事連載を結実させている。そして、肝臓ガン告知から9か月後の2002年5月7日、転移した食道ガンがすでに第4ステージ（末期症状）にあり、長くみても余命1年である旨医師より告知を受け余命幾許もないことを知る。佐藤は、最後のルポルタージュとして自身のガン闘病記を企画し、12月3日から毎日新聞朝刊に「生きる者の記録」をスタートさせた。ところが、連載開始直後に佐藤健の右手が動かなくなり、以降、看取り取材班の萩尾が口述筆記を引き受け連載を継続させた。その時「悔しいが、僕にはもう原稿をこの手で書き続ける力がなくなった。これからは君に口述筆記を頼みたい。苦労をかけるが付き合って欲しい」「もちろん、とことんお付き合いしますよ」という会話が、佐藤健と萩尾信也の間にあったという。
2002年12月26日、佐藤健の様態が急変したため、以降全ての記事執筆を萩尾が引き継いだ。書籍は、2002年12月3日〜2002年12月31日に亘り毎日新聞朝刊に連載された「生きる者の記録」（萩尾の口述筆記及び引継執筆記事も含め）を加筆したものに、佐藤健記者の代表作「新聞記者が雲水になってみた」（1976年、毎日新聞刊『宗教を現代に問う3』に収録）を加え、萩尾と取材班が編集したものである。取材班は以下の4名。萩尾信也（社会部編集委員）、中井和久（社会部副部長）、瀬川至朗（科学環境部副部長）、滝雄一（写真部編集委員）。（出典・書籍「生きる者の記録」ISBN 4-620-31625-3 より）